# Andreas Möller (pittore)
Andreas Möller (Andreas Møller in danese; Copenaghen, 30 novembre 1684 – Berlino, 1762) è stato un pittore, ritrattista e pioniere della pittura in miniatura danese attivo soprattutto nelle corti europee.

## Biografia
Nato a Copenaghen, era figlio di Daniel Möller, l'insegnante di disegno di Federico IV di Danimarca. Descritto come una persona elegante e versatile, Andreas Möller è stato il primo pittore danese di fama internazionale. Spese la maggior parte della sua infanzia all'estero, in particolare a Londra dove ottenne subito fama. Venne considerato "metà-inglese" e per distinguerlo da suo padre venne rinominato il "Møller inglese". Nel 1712 lasciò definitivamente la Danimarca per visitare le maggiori città e corti europee come Vienna, Kassel, Dresda, Londra, Parigi, Firenze, Mannheim, Lipsia e Berlino da dove vengono la maggior parte dei suoi lavori. Dal 1715 al 1721 venne assunto come pittore alla corte assiana di Carlo I. Nel 1732, dopo un incontro a Dresda, viene designato pittore di corte dal nuovo re Cristiano VI dal 1736 al 1741. I suoi maggiori lavori sono legati soprattutto a ritratti di membri di case reali e principesche europee, tra cui un ritratto del 1727 di Maria Teresa d'Austria all'età di 11 anni. Ritrasse inoltre altri membri della famiglia imperiale austriaca durante la sua permanenza a Vienna.

## Galleria d'immagini

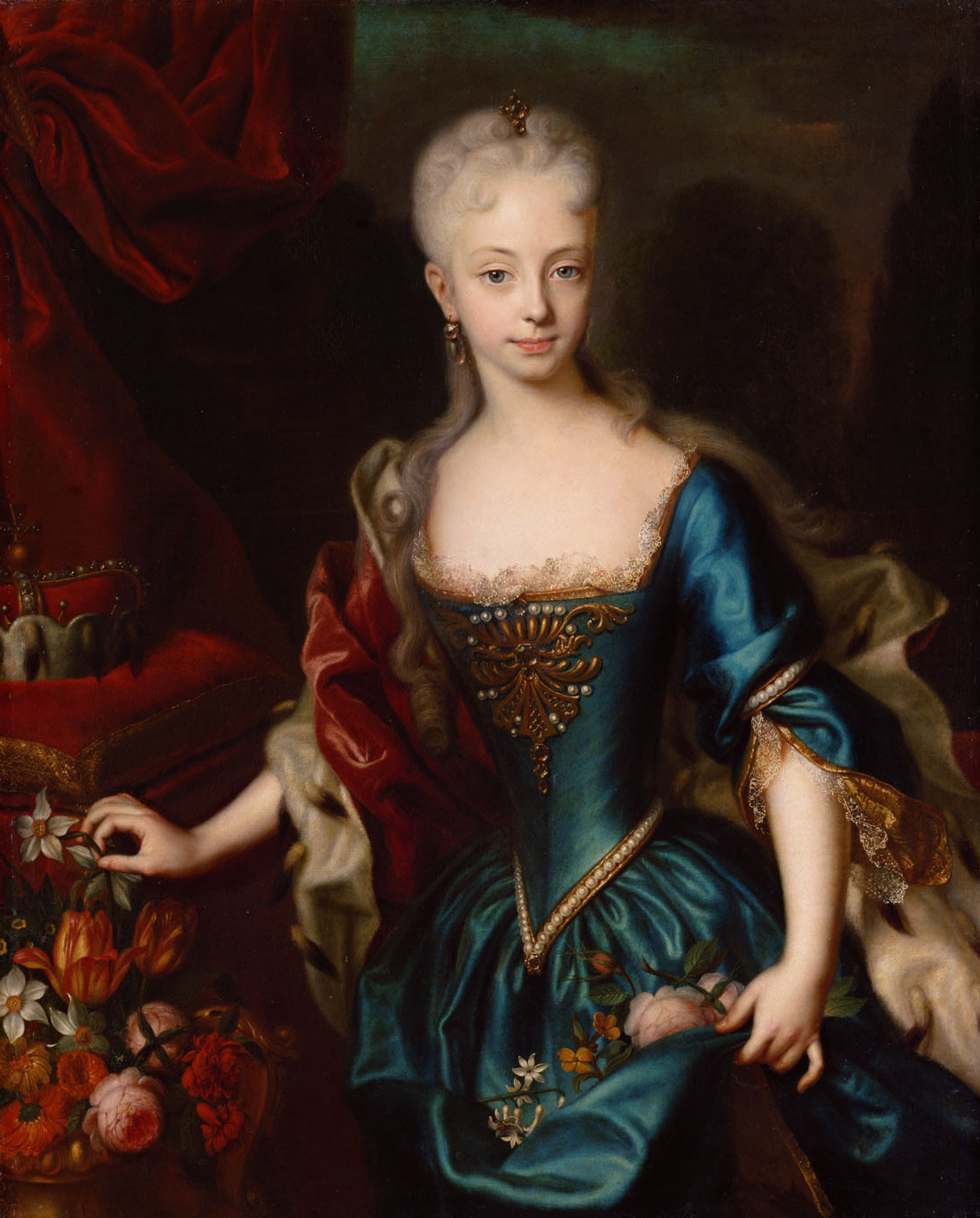
Maria Teresa d'Austria
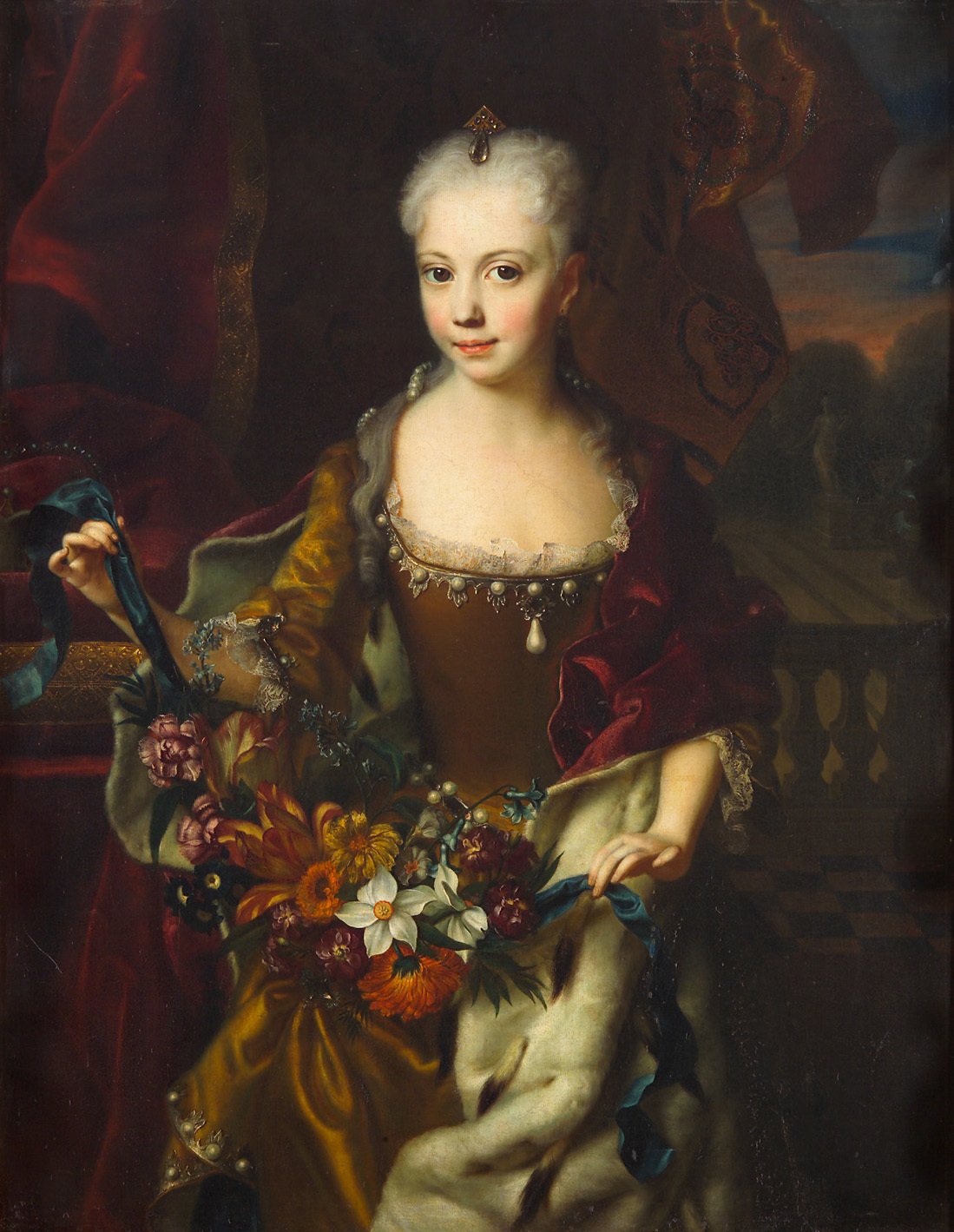
Maria Anna d'Asburgo (1718-1744)
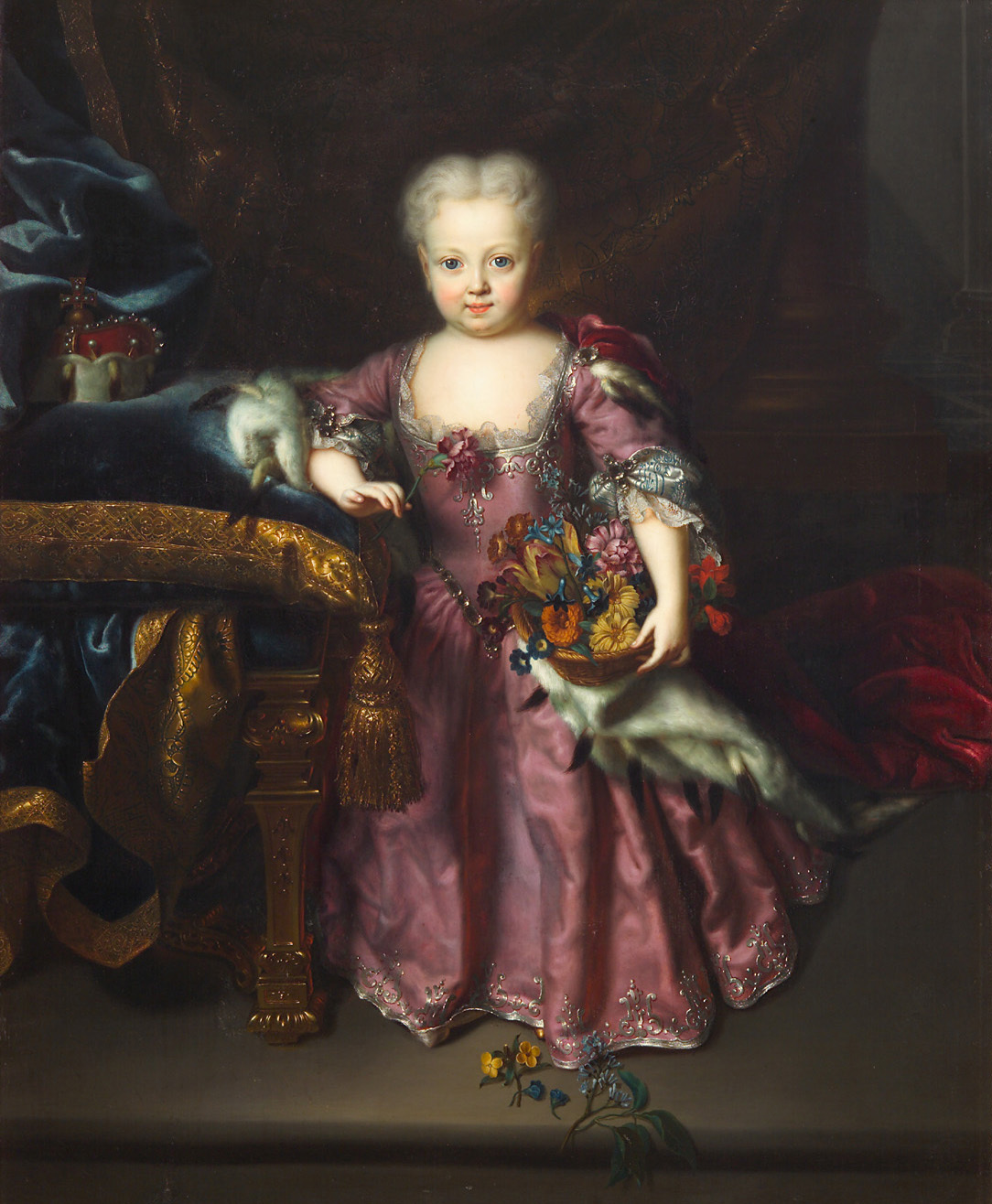
Maria Amalia d'Asburgo (1724-1730)